# Munidopsis polymorpha
El cangrejito ciego de los Jameos o jameito (Munidopsis polymorpha) es una especie de crustáceo decápodo del infraorden Anomura.
Es un cangrejo endémico de la isla de Lanzarote. Solo habita en algunos jameos, como los famosos Jameos del Agua, por lo que se encuentra en grave peligro de extinción. De pequeño tamaño, presenta una coloración blancuzca. El cangrejo ciego se considera, según una ley del Gobierno de Canarias, el símbolo natural de la isla de Lanzarote, conjuntamente con la tabaiba dulce.
En Jameos del Agua el agua llega desde el mar, en ocasiones contaminada por aguas residuales, lo cual afecta a su salud. También los metales son altamente peligrosos para estos pequeños animales, por ello está completamente prohibido arrojar monedas al agua, ya que les puede ocasionar la muerte.